# جایزه بزرگ بحرین ۲۰۲۰
جایزه بزرگ ۲۰۲۰ بحرین (با نام رسمی فرمول ۱ Gulf Air Bahrain Grand Prix ۲۰۲۰) یک مسابقه فرمول یک بود که در آن رانندگان ۵۷ دور در ۲۹ نوامبر ۲۰۲۰ با پیکربندی اصلی در پیست بین‌المللی بحرین در ساخیر، بحرین زدند. این مسابقه پانزدهمین دوره مسابقات فرمول یک فصل ۲۰۲۰ بود. این جایزه بزرگ شانزدهمین جایزه بزرگ بحرین بود.
این مسابقه اولین مسابقه پشت سر هم فرمول یک بود که قرار بود در بحرین برگزار شود. مسابقه دوم که جایزه بزرگ ساخیر نام داشت، در همان مکان در تاریخ ۶ دسامبر برگزار شد، اما با طرح دیگری از مدار برگزار شد.
در شروع مسابقه حادثه ای درگیر رومن گروژان شد که باعث آتش‌سوزی و دو تکه شدن هاس VF-۲۰ شد.
رومن گروژان دچار سوختگی درجه دو شد.

## زمینه

### شرکت کنندگان
رانندگان و تیم‌ها همان لیست ورود به فصل بودند و هیچ راننده ای برای مسابقه عوض نشد. روی نیسانی برای تیم ویلیامز در جلسه تمرین اول، به جای جورج راسل مسابقه داد. در حالی که رابرت کوبیکا برای تیم آلفا رومئو به جای کیمی رایکونن رانندگی کرد.

### لاستیک ماشین
تولیدکننده تایر فرمول یک پیرلی، تایرهای سی۳ , سی۲ و سی۴ (دامنه متوسط سختی) خود را برای استفاده تیم‌ها در شرایط آب و هوای خشک آورده‌است. پیرلی همچنین ترکیبات تایر ۲۰۲۱ را در ۳۰ دقیقه اول هر دو جلسه تمرین جمعه آزمایش کرد. رانندگان، به ویژه لوئیس همیلتون، در نهایت تحت تأثیر تایرهای نمونه اولیه قرار نگرفتند.

## تمرین
اولین جلسه از دو جلسه تمرینی روز جمعه در روز برگزار شد. لوییس همیلتون اول و والتری بوتاس دوم شد. این یک یک-دو برای تیم مرسدس بود.
همیلتون در جلسه دوم نیز اول شد. در رتبه دوم و سوم به ترتیب مکس فرستاپن از ردبول ریسینگ و بوتاس بودند. جلسه دوم همراه با ۲ پرچم قرمز بود، اولین تصادف از الکس آلبون از پیچ آخر بود که راننده ردبول از آن آسیب ندید. پرچم قرمز دوم برای یک سگ ولگرد بود که به داخل مسیر آمده بود. این سگ بدون آسیب از پیست اتومبیلرانی خارج شد و توانست از طریق شکافی در پست‌های مارشال فرار کند.همچنین به آلبون یک شاسی نو داده شد.
ورشتپن در سومین جلسه تمرین روز شنبه بالاتر از همیلتون و بوتاس بهترین عملکرد را داشت.

## تعیین خط
در مرحله دوم پس از آنکه کارلوس ساینز دچار نقص ترمز شد و در مسیر ایستاد، پرچم قرمز بالا رفت.
| جایگاه | شماره | راننده            | تیم-موتور          | زمان تعیین خط | زمان تعیین خط   | زمان تعیین خط | استارت |
| جایگاه | شماره | راننده            | تیم-موتور          | م۱            | م۲              | م۳            | استارت |
| ------ | ----- | ----------------- | ------------------ | ------------- | --------------- | ------------- | ------ |
| ۱      | ۴۴    | لوییس همیلتون     | مرسدس              | ۱:۲۸٫۳۴۳      | ۱:۲۷٫۵۸۶        | ۱:۲۷٫۲۶۴      | ۱      |
| ۲      | ۷۷    | والتری بوتاس      | مرسدس              | ۱:۲۸٫۷۶۷      | ۱:۲۸٫۰۶۳        | ۱:۲۷٫۵۵۳      | ۲      |
| ۳      | ۳۳    | مکس ورشتپن        | ردبول-هوندا        | ۱:۲۸٫۸۸۵      | ۱:۲۸٫۰۲۵        | ۱:۲۷٫۶۷۸      | ۳      |
| ۴      | ۲۳    | الکساندر آلبون    | ردبول-هوندا        | ۱:۲۸٫۷۳۲      | ۱:۲۸٫۷۴۹        | ۱:۲۸٫۲۷۴      | ۴      |
| ۵      | ۱۱    | سرجیو پرز         | ریسینگ پوینت-مرسدس | ۱:۲۹٫۱۷۸      | ۱:۲۸٫۸۹۴        | ۱:۲۸٫۳۲۲      | ۵      |
| ۶      | ۳     | دنیل ریکیاردو     | رنو                | ۱:۲۹٫۰۰۵      | ۱:۲۸٫۶۴۸        | ۱:۲۸٫۴۱۷      | ۶      |
| ۷      | ۳۱    | استبان اوکون      | رنو                | ۱:۲۹٫۲۰۳      | ۱:۲۸٫۹۳۷        | ۱:۲۸٫۴۱۹      | ۷      |
| ۸      | ۱۰    | پیر گسلی          | آلفاتاوری-هوندا    | ۱:۲۸٫۹۷۱      | ۱:۲۹٫۰۰۸        | ۱:۲۸٫۴۴۸      | ۸      |
| ۹      | ۴     | لندو نوریس        | مک‌لارن-رنو         | ۱:۲۹٫۴۶۴      | ۱:۲۸٫۸۷۷        | ۱:۲۸٫۵۴۲      | ۹      |
| ۱۰     | ۲۶    | دنیل کویات        | آلفاتاوری-هوندا    | ۱:۲۹٫۱۵۸      | ۱:۲۸٫۹۴۴        | ۱:۲۸٫۶۱۸      | ۱۰     |
| ۱۱     | ۵     | سباستین فتل       | فراری              | ۱:۲۹٫۱۴۲      | ۱:۲۹٫۱۴۹        | ن/م           | ۱۱     |
| ۱۲     | ۱۶    | چارلز لکلرک       | فراری              | ۱:۲۹٫۱۳۷      | ۱:۲۹٫۱۶۵        | ن/م           | ۱۲     |
| ۱۳     | ۱۸    | لنس استرول        | ریسینگ پوینت-مرسدس | ۱:۲۸٫۶۷۹      | ۱:۲۹٫۵۵۷        | ن/م           | ۱۳     |
| ۱۴     | ۶۳    | جورج راسل         | ویلیامز-مرسدس      | ۱:۲۹٫۲۹۴      | ۱:۳۱٫۲۱۸        | ن/م           | ۱۴     |
| ۱۵     | ۵۵    | کارلوس ساینز. ج   | McLaren-رنو        | ۱:۲۸٫۹۷۵      | زمانی ثبت نکرده | ن/م           | ۱۵     |
| ۱۶     | ۹۹    | آنتونیو جوویناتزی | آلفا رومئو-فراری   | ۱:۲۹٫۴۹۱      | ن/م             | ن/م           | ۱۶     |
| ۱۷     | ۷     | کیمی رایکونن      | آلفا رومئو-فراری   | ۱:۲۹٫۸۱۰      | ن/م             | ن/م           | ۱۷     |
| ۱۸     | ۲۰    | کوین مگنوسن       | هاس-فراری          | ۱:۳۰٫۱۱۱      | ن/م             | ن/م           | ۱۸     |
| ۱۹     | ۸     | رومن گروژان       | هاس-فراری          | ۱:۳۰٫۱۳۸      | ن/م             | ن/م           | ۱۹     |
| ۲۰     | ۶     | نیکلاس لطیفی      | ویلیامز-مرسدس      | ۱:۳۰٫۱۸۲      | ن/م             | ن/م           | ۲۰     |
| منابع: |       |                   |                    |               |                 |               |        |

## مسابقه

### گزارش مسابقه

#### دور اول و تصادف گروژان
یک مسابقه ۵۷ دوره در زمان ۱۷:۱۰ به وقت محلی (UTC + ۰۳: ۰۰) آغاز شد. در اولین دور، چرخ عقب راننده هاس، رومن گروژان، به خودرو دنیل کویات برخورد کرد و باعث برخورد ماشین به گاردریل شد. گروژان با سرعت ۱۹۲ کیلومتر بر ساعت (۱۱۹ مایل بر ساعت) به گاردریل برخورد کرد که باعث تولید نیروی ۶۷ جی شد.

برخورد و زاویه برخورد باعث شد تا ماشین گروژان به دو نیم تقسیم شود:نیمه جلوی خودرو (از جمله سلول زنده ماندن راننده) که به گاردریل برخورد کرد و نیمه عقب خودرو که از بقیه ماشین جدا شد و مشتعل شد. مخزن سوخت ماشین بلافاصله پس از برخورد، تخلیه شد؛ اتصال منبع سوخت از مخزن جدا شد و اجازه داد مقدار قابل توجهی سوخت از مخزن خارج شود. هاله به دلیل نجات گروژان از صدمات جدی تر و مرگ احتمالی، با پناه دادن سر و بدن وی از ضربه باعث شد که راننده صدمه ای نبیند. گروژان از تخت بیمارستان صحبت کرد و گفت:
هاله بزرگترین چیزی است که ما به فرمول یک آوردیم و بدون آن امروز نمی‌توانم با شما صحبت کنم.
گروژان شعله‌های لاشه ماشین را تقریباً ۲۸ ثانیه تحمل کرد. راننده اتومبیل پزشکی، آلن ون و ایان رابرتز سریعاً گروژان تحت معالجه قرار دادند و در ابتدا گزارش دادند که به نظر می‌رسد گروژان از ناحیه دست و مچ پا دچار سوختگی جزئی شده‌است (جایی که شکاف بین لباس مسابقه، دستکش و کفش راننده وجود دارد) و احتمالاً شکستگی دنده. بعداً تأیید شد که اینگونه نیست زیرا گروژان فقط از ناحیه دست دچار سوختگی درجه دو شده و استخوانش نشکسته‌است. رابرتز گزارش داد که به نظر می‌رسد کلاه ایمنی گروژان در جلوگیری از نفس کشیدن در دود ناشی از آتش مؤثر بوده‌است.
این سانحه منجر به متوقف شدن مسابقه به مدت ۸۰ دقیقه شد زیرا گاردریل پاره شد و با یک بلوک بتونی جایگزین شد. گروژان برای مداوا بیشتر با بالگرد به مرکز پزشکی پیست و سپس به بیمارستان نیروی دفاعی بحرین منتقل شد. گروژان صبح چهارشنبه پس از تصادف از بیمارستان مرخص شد.
وقتی گروژان از آتش خارج شد بیشتر افراد داخل پیت‌لین برای او کف زدند.
راس براون ، مدیر عامل فرمول یک گفت که این تصادف مورد بررسی قرار خواهد گرفت و گفت هاله از گروژان محافظت کرد. دو تصادف اخیر با از بین بردن مانع تصادف به این روش در مسابقات گرندپری ایالات متحده ۱۹۷۳ و ۱۹۷۴ بود که به ترتیب فرانسوا سیورت و هلموت کوینیگ کشته شدند. جدیدترین حادثه آتش‌سوزی مشابه قبل از این هنگامی رخ داد که گرهارد برگر در سال ۱۹۸۹ جایزه بزرگ سان مارینو تصادف کرد.

#### مسابقه مجدداً شروع شد
پس از تعمیرات مانع، مسابقه در دور سوم در ساعت ۱۸:۳۵ به وقت محلی (UTC + ۰۳: ۰۰) شروع شد. رانندگان مسابقه را پشت سیفتی کار شروع کردند (قبل از شروع سیفتی کار از مسیر خارج شد). بلافاصله پس از شروع مجدد، دنیل کویات و راننده ریسینگ پوینت، لنس استرول در پیچ هشت برخورد کردند. ماشین استرول وارونه شده بود اما او در تصادف آسیب ندید. کیوات توانست ادامه دهد اما ۱۰ ثانیه جریمه شد.تصادف لنس استرول یک ماشین ایمنی را به به پیست آورد و در طی آن لاستیک بوتاس پنچر شد و او را مجبور به استفاده از لاستیک‌های جدید کرد. ماشین ایمنی ایمنی در دور نهم به پایان رسید و همیلتون بلافاصله از بقیه دور شد. همیلتون در دور نوزدهم به یک استراتژی دو مرحله ای متعهد شد؛ در حالی که فرستاپن و پرز عقب بودند و برای استراتژی یک مرحله ای لاستیک‌های سخت را تغییر دادند.
در دور ۵۴، در حالی که پرز در موقعیت سوم بود، موتور مرسدس ماشینش از کار افتاد و آتش گرفت که باعث دو پرچم زرد در آن قسمت مسیر شد. هنگامی که لاندو نوریس از صحنه عبور می‌کرد، یک مارشال، بدون اجازه با یک خاموش کننده بزرگ از مسیر مقابل عبور کرد. نوریس توانست از برخورد به مارشال جلوگیری کند. نوریس بعداً در رادیو اظهار داشت: «او شجاع‌ترین مردی است که من دیده‌ام». مدیر مسابقه مایکل ماسی، در حالی که تأیید کرد مارشال خلاف دستورالعمل عمل می‌کند، با توجه به آتش‌سوزی گروژان از «اقدام به غریزه» مارشال دفاع کرد. به دنبال این یک دوره اتومبیل ایمنی آغاز شد که تا پایان مسابقه ادامه خواهد داشت.
همیلتون در این مسابقه پیروز شد و فرستاپن در جایگاه دوم قرار گرفت. این یازدهمین برد همیلتون در ۲۰۲۰ بود. خارج شدن پرز به آلبون اجازه داد تا جایگاه نهایی سکو را به دست بیاورد و تبدیل به اولین راننده آسیایی شود که بیش از یک سکوی قهرمانی کسب کرده‌است. دو راننده مک لارن در رده‌های چهارم و پنجم قرار گرفتند و به مک لارن اجازه دادند از ریسینگ پوینت به مقام سوم جدول رده‌بندی قهرمانی سازندگان برسد. بازنشستگی پرز همچنین منجر به از دست دادن مقام چهارم جدول رده‌بندی مسابقات قهرمانی رانندگان به دانیل ریکیاردو شد که مسابقه را در جایگاه هفتم پشت پیر گسلی به پایان رساند.

### پس از مسابقه
رومن گروژان پس از مسابقه هنگام بستری شدن در بیمارستان، یک پیام ویدیویی منتشر کرد. وی علت زنده ماندن خود در اثر سقوط را دستگاه هاله دانست: وسیله ایمنی که در گذشته از آن انتقاد کرده بود. هاس تأیید کرد که گروژان یک شب در بیمارستان نیروی دفاعی بحرین برای معالجه گذراند.بعداً تأیید کرد که پیترو فیتیپالدی در جایزه بزرگ ساخیر به جای گروژان حضور خواهد یافت. دانیل ریکیاردو نسبت به انتخاب گروه فرمول یک (FOM) برای پخش زیاد صحنه تصادف، از این حادثه انتقاد زیادی داشت. بعداً FOM به این انتقاد پاسخ داد و از تصمیم خود برای نشان دادن تکرارها مانند گونتر اشتاینر، رئیس تیم هاس دفاع کرد. رئیس تیم مرسدس، توتو ولف نیز از استفاده از تکرار دفاع کرد و در عین حال اظهار داشت که آسیب دیدگی گروژان جدی تر است، در این صورت او فکر می‌کرد ماشین‌ها و رانندگان خود را از مسابقه خارج کند. سباستین وتل، همچنین مدیر ارشد انجمن رانندگان جایزه بزرگ، نگرانی‌ها را در مورد فروریختن گاردریل مربوط به تصادف ابراز داشت و اظهار داشت: 
این سد برای تغییر شکل و جذب انرژی ناشی از ضربه در هنگام سقوط طراحی شده‌است. 
مارشال‌ها،  ایان رابرتز و آلن ون در مرو به خاطر شجاعت و واکنش استثنایی در برابر تصادف گروژان، از رئیس فیا مدال دریافت کردند. در مارس ۲۰۲۱، فیا یافته‌های تحقیقات خود در مورد حادثه گروژان را منتشر کرد.

### نتایج مسابقه
| ج                                                          | ش. | راننده            | سازنده-موتور       | دورها | زمان        | جایگاه | امتیازها |
| ---------------------------------------------------------- | -- | ----------------- | ------------------ | ----- | ----------- | ------ | -------- |
| ۱                                                          | ۴۴ | لوییس همیلتون     | مرسدس-مرسدس        | ۵۷    | ۲:۵۹:۴۷٫۵۱۵ | ۱      | ۲۵       |
| ۲                                                          | ۳۳ | مکس ورشتپن        | ردبول-هوندا        | ۵۷    | +۱٫۲۵۴      | ۳      | ۱۹۱      |
| ۳                                                          | ۲۳ | الکساندر آلبون    | ردبول-هوندا        | ۵۷    | +۸٫۰۰۵      | ۴      | ۱۵       |
| ۴                                                          | ۴  | لندو نوریس        | مک‌لارن-رنو         | ۵۷    | +۱۱٫۳۳۷     | ۹      | ۱۲       |
| ۵                                                          | ۵۵ | کارلوس ساینز ج    | مک‌لارن-رنو         | ۵۷    | +۱۱٫۷۸۷     | ۱۵     | ۱۰       |
| ۶                                                          | ۱۰ | پیر گسلی          | آلفاتاوری-هوندا    | ۵۷    | +۱۱٫۹۴۲     | ۸      | ۸        |
| ۷                                                          | ۳  | دنیل ریکیاردو     | رنو                | ۵۷    | +۱۹٫۳۶۸     | ۶      | ۶        |
| ۸                                                          | ۷۷ | والتری بوتاس      | مرسدس-مرسدس        | ۵۷    | +۱۹٫۶۸۰     | ۲      | ۴        |
| ۹                                                          | ۳۱ | استبان اوکون      | رنو                | ۵۷    | +۲۲٫۸۰۳     | ۷      | ۲        |
| ۱۰                                                         | ۱۶ | چارلز لکلرک       | فراری              | ۵۶    | +۱ دور      | ۱۲     | ۱        |
| ۱۱                                                         | ۲۶ | دنیل کویات        | آلفاتاوری-هوندا    | ۵۶    | +۱ دور      | ۱۰     |          |
| ۱۲                                                         | ۶۳ | جورج راسل         | ویلیامز-مرسدس      | ۵۶    | +۱ دور      | ۱۴     |          |
| ۱۳                                                         | ۵  | سباستین فتل       | فراری              | ۵۶    | +۱ دور      | ۱۱     |          |
| ۱۴                                                         | ۶  | نیکلاس لطیفی      | ویلیامز-مرسدس      | ۵۶    | +۱ دور      | ۲۰     |          |
| ۱۵                                                         | ۷  | کیمی رایکونن      | آلفارومئو-فراری    | ۵۶    | +۱ دور      | ۱۷     |          |
| ۱۶                                                         | ۹۹ | آنتونیو جوویناتزی | آلفارومئو-فراری    | ۵۶    | +۱ دور      | ۱۶     |          |
| ۱۷                                                         | ۲۰ | کوین مگنوسن       | هاس-فراری          | ۵۶    | +۱ دور      | ۱۸     |          |
| ۱۸۲                                                        | ۱۱ | سرجیو پرز         | ریسینگ پوینت-مرسدس | ۵۳    | ب           | ۵      |          |
| ب                                                          | ۱۸ | لنس استرول        | ریسینگ پوینت-مرسدس | ۲     | ب           | ۱۳     |          |
| ب                                                          | ۸  | رومن گروژان       | هاس-فراری          | ۰     | ب           | ۱۹     |          |
| سریع‌ترین دور: مکس ورشتپن (ردبول-هوندا) – ۱:۳۲٫۰۱۴ (دور ۴۸) |    |                   |                    |       |             |        |          |
| منابع:                                                     |    |                   |                    |       |             |        |          |

## جدول رده‌بندی قهرمانی بعد از مسابقه
|        | ج | راننده        | امتیاز |
| ------ | - | ------------- | ------ |
|        | ۱ | لوییس همیلتون | ۳۳۲    |
|        | ۲ | والتری بوتاس  | ۲۰۱    |
|        | ۳ | مکس ورشتپن    | ۱۸۹    |
| ۲      | ۴ | دنیل ریکیاردو | ۱۰۲    |
| ۱      | ۵ | سرجیو پرز     | ۱۰۰    |
| منابع: |   |               |        |

|        | ج | تیم-موتور           | امتیاز |
| ------ | - | ------------------- | ------ |
|        | ۱ | مرسدس               | ۵۳۳    |
|        | ۲ | ردبول-هوندا         | ۲۷۴    |
| ۱      | ۳ | مک‌لارن-رنو          | ۱۷۱    |
| ۱      | ۴ | ریسینگ پوینت- مرسدس | ۱۵۴    |
|        | ۵ | رنو                 | ۱۴۴    |
| منابع: |   |                     |        |

- توجه: فقط پنج موقعیت برتر برای هر دو مجموعه رده‌بندی وجود دارد.